# Monika Krajewska
Monika Krajewska de domo Zuchmantowicz (ur. w Warszawie) – polska artystka zajmująca się wycinanką żydowską oraz żydowską sztuką nagrobną. 

## Życiorys
Monika Krajewska urodziła się w rodzinie pochodzenia tatarskiego i włoskiego, jej przodkiem był Dominik Merlini. 
Była nauczycielką w żydowskiej Prywatnej Szkole Podstawowej nr 94 Lauder-Morasha w Warszawie, gdzie prowadziła zajęcia z plastyki z elementami kultury żydowskiej. Prowadzi wykłady o sztuce żydowskiej oraz warsztaty wycinanki żydowskiej w Centrum Kultury Jidysz w Warszawie oraz na imprezach i festiwalach związanych z kulturą żydowską. 
W 1982 wydała album fotograficzny Czas kamieni, w którym przedstawiła żydowską sztukę nagrobną, głównie z terenów centralnej i wschodniej Polski. Książka została przetłumaczona na język angielski, niemiecki i francuski. W 1993 ukazała się ulepszona wersja tego albumu pt. „A Tribe of Stones” (tylko po angielsku), zawierająca obszerny wstęp o symbolice nagrobnej. Autorka okładki do drugiego studyjnego albumu zespołu 2 Tm 2,3.
Jest także autorką książki Mój młodszy brat, opowiadającej o chłopcu mającym zespół Downa. Książkę wykorzystywano w wielu szkołach do nauczania o niepełnosprawności.
Od lat tworzy oryginalne wycinanki, inspirując się tradycją wycinanki żydowskiej, i zajmuje się kaligrafią hebrajską. W 2013 roku otrzymała wraz z mężem nagrodę Lifetime Achievement Award przyznaną przez Fundację Taubego i Amerykański Komitet Żydowski.  
Jest członkinią Gminy Wyznaniowej Żydowskiej w Warszawie. Jej mężem jest filozof Stanisław Krajewski, mają dwóch synów.  